# Giovanni Dall'Orto
Giovanni Dall'Orto (Reggio Emilia, 26 settembre 1900 – Milano, 16 ottobre 1989) è stato un politico italiano, direttore dell'Ente fascista della cooperazione, membro della Camera dei Fasci e delle Corporazioni, presidente della Confederazione dei commercianti.
È padre dell'attore Italo Dall'Orto, zio dell'attore Romolo Valli e nonno del giornalista a lui omonimo.

## Biografia
Nato in una famiglia della piccola borghesia originaria di Montecchio Emilia, impregnata di patriottismo esasperato (il nonno Giovanni Dall'Orto aveva cospirato contro l'Austria), con la complicità d'un parente, il generale Gherardo Pàntano, riuscì a falsificare i documenti e farsi mandare volontario al fronte nel 1917, dove combatté fra gli arditi. Fu congedato nel 1919 col grado di tenente. Al ritorno dalla guerra proseguì gli studi universitari di chimica prima e di legge poi, ma senza laurearsi.

### L'adesione al fascismo
Come molti giovani della sua generazione e della sua classe sociale, condivise il mito della "vittoria mutilata", entrando molto precocemente nell'orbita del movimento fascista: nell'inverno 1919/20 fu uno dei tre giovani reggiani che contattarono Arnaldo Mussolini per fondare il Fascio di combattimento di Reggio Emilia, effettivamente nato il 1º novembre 1920. Sempre nel 1920 iniziò a giocare come portiere nella Reggiana, allora in Prima Divisione Emiliana (sostanzialmente l'attuale "Serie B"); rimase nei granata fino al 1922.
Di idee repubblicane, il 15 febbraio 1921 risultò fra i cinque giovani espulsi dal Partito Repubblicano di Reggio Emilia per avere aderito al fascismo.
Nello stesso periodo divenne segretario politico del Fascio di Reggio Emilia, poi comandante delle squadre d'azione (a lui furono affidate le coorti "Amos Maramotti" e "Gino Germini"), responsabili di azioni violente contro i sindacati e gli esponenti di sinistra della zona.
Partecipò alle azioni squadriste antecedenti la Marcia su Roma, il 27-30 ottobre 1922 (Sandro Spreafico lo definisce senza mezzi termini: "uno squadrista della prima ora, noto a Reggio come bastonatore").

#### Le barricate di Parma
Durante gli avvenimenti di Parma, membro dello stato maggiore di Italo Balbo Dall'Orto fu inviato nell'Oltretorrente, insieme ai reggiani Rino Del Rio e Carlo Ferrari, per eseguire la mappatura del quartiere e segnalare la posizione di tutte le barricate erette ipotizzando che in caso di futuri disordini si sarebbe provveduto ad erigere le barricate negli stessi posti.
Nell'ottobre 1922 Balbo convocò una riunione a Cortemaggiore in cui prospettò un progetto per l'occupazione totale del quartiere dell'Oltretorrente di Parma. L'ipotesi inizialmente sostenuta da Balbo e Dall'Orto di un colpo di mano fu accantonato in favore di un'azione di sorpresa che portasse all'occupazione di tutti i punti di accesso e dei ponti per poi stabilire una tregua che permettesse lo sfollamento dei civili. Il progetto sottoposto a Mussolini fu approvato e si ipotizzò che da Parma sarebbe potuta iniziare la conquista dello Stato nel caso in cui la monarchia non avesse accolto le richieste fasciste.
La decisione presa nel frattempo di avviare la Marcia su Roma fece però accantonare il progetto già fissato per il 14 ottobre.
L'attività di Dell'Orto a Parma ricevette l'encomio solenne di Italo Balbo.

### Nel regime

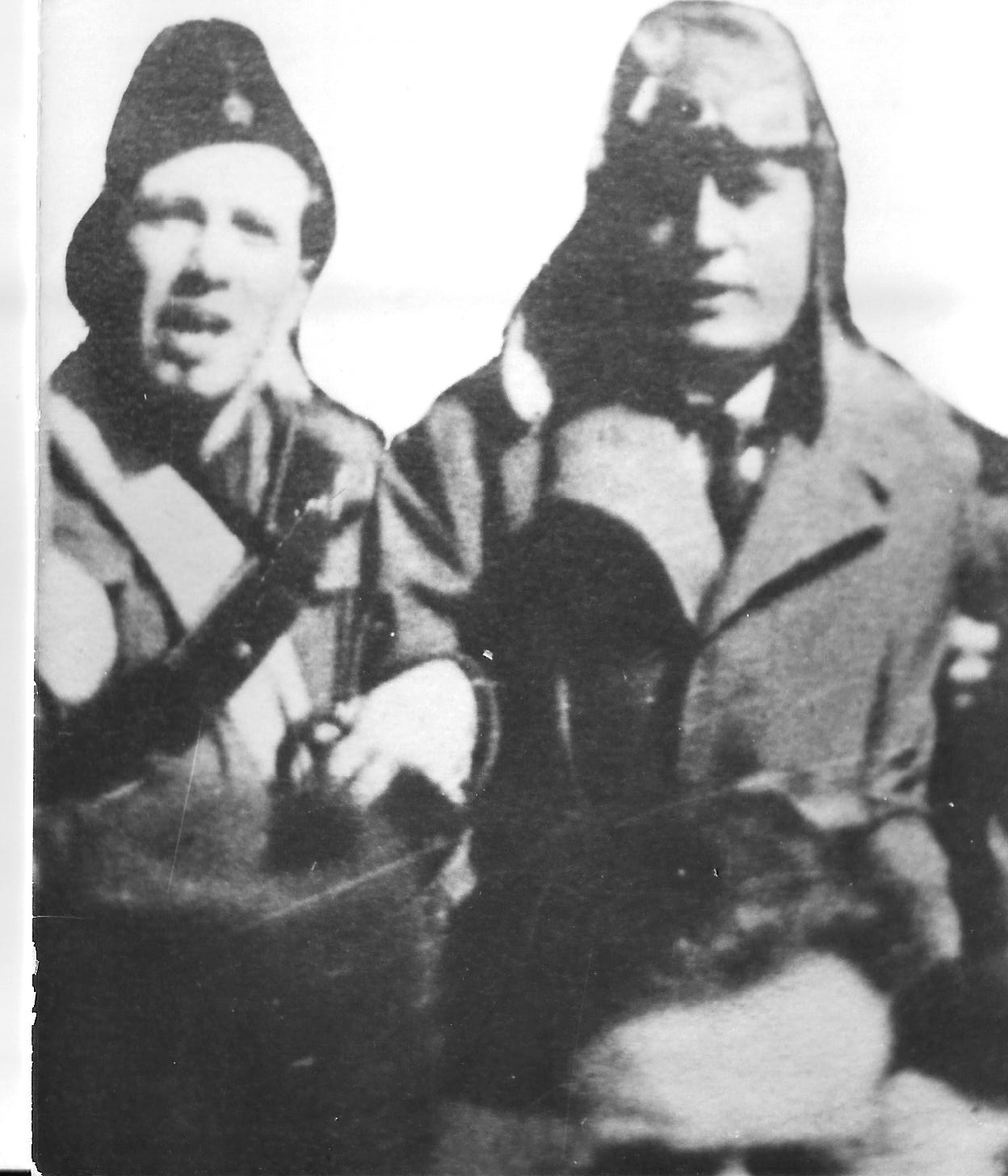
Giovanni Dall'Orto accanto a Benito Mussolini nei tardi anni Venti.

Dal 1923 gli squadristi furono via via inquadrati nella Milizia Volontaria per la Sicurezza Nazionale e Dall'Orto con Alberto Bigliardi entrò nella 79ª Legione "Cispadana" (Reggio Emilia) della MVSN. 
Nel 1926 Dall'Orto fu inviato a Tivoli col grado di Seniore (equivalente a quello di maggiore) della Milizia. Qui rimase fino al 1930, quando si trasferì a Roma (dove sarebbe rimasto fino al 1943) passando gradualmente dai ruoli di "polizia" a quelli di controllo politico e di organizzazione in senso cooperativistico (e poi "corporativistico") dell'associazione dei commercianti. Nel 1931 è "Capo di Stato Maggiore della Milizia universitaria di Roma, e nel 1935 risultava essere Console della MVSN":, Segretario generale dell'Ente fascista della cooperazione, Membro del Consiglio Nazionale delle Corporazioni".
Il governatore della Libia Italo Balbo, suo amico, lo chiamò in Africa per affidargli l'organizzazione delle cooperative di produzione e distribuzione fra i coloni italiani che Balbo stesso stava facendo affluire, in particolare la rete di distribuzione all'ingrosso e al dettaglio per tutti i nuovi villaggi agricoli della Libia.
Nel 1936-39, durante la guerra di Spagna, organizzò i rifornimenti alle forze franchiste e per incarico del Ministero degli Esteri definì un accordo di scambio economico fra Italia e Spagna. Nel 1939 fu inserito col grado di capitano nell'entourage del principe ereditario Umberto di Savoia (che nominalmente guidava le operazioni dell'aggressione italiana alla Francia), e fu poi in Albania come combattente, negli Alpini. Fu infine congedato in quanto padre di otto figli e da quel momento ebbe solo incarichi amministrativi, in particolare la presidenza della Confederazione dei commercianti.
Nel febbraio 1939 divenne direttore dell'Ente fascista della cooperazione e fu consigliere nazionale della Camera dei fasci e delle corporazioni fino all'agosto 1943.
Tullio Cianetti riferisce la sua posizione critica espressa in un colloquio immediatamente prima della riunione del Gran Consiglio del Fascismo del 25 luglio che portò alla decadenza di Mussolini:
Non mi sbilanciai troppo con quel focoso camerata, ma non potei non riflettere su quelle parole che venivano pronunciate da uno dei più ardenti innamorati di Mussolini.»
(Tullio Cianetti, Memorie dal carcere di Verona, Rizzoli, Milano 1983, p. 406.)

### Dopo l'8 settembre 1943
Con l'8 settembre 1943 Dall'Orto decadde da tutti i suoi incarichi istituzionali, e alla nascita della Repubblica Sociale Italiana vi aderì, ricoprendovi nuovamente il ruolo di presidente della Confederazione dei commercianti, e trasferendosi al Nord. Peraltro il suo convincimento che fosse giunta l'occasione per applicare le tesi del Socialismo nazionale ispirate da Filippo Corridoni, non mancò di creargli screzi con alcuni membri del regime.
Nel dopoguerra fu processato per i suoi incarichi col regime fascista, ma fu assolto perché il suo ruolo era stato principalmente amministrativo (era stato fra le altre cose sequestratario della Liebig italiana, di proprietà inglese, che peraltro giudicò corretta la sua amministrazione). Nel 1946-1956 fu comproprietario di un'azienda per la produzione di calze di nylon; successivamente lavorò fino alla pensione come consulente nel campo della grande distribuzione e come amministratore d'aziende.

## Scritti
- Giovanni Dall'Orto, "Sviluppi della cooperazione rurale", Cooperazione rurale, dicembre 1935, pp. 10–13.
- Giovanni Dall'Orto, Il sacrificio e la gloria di Amos Maramotti. Rievocazione (Gruppo universitario fascista Amos Maramotti, Reggio Emilia), Officine grafiche fasciste, Reggio Emilia, 1936.
- Giovanni Dall'Orto, Corporazioni, consorzi obbligati e compagnie commerciali, Officine grafiche Mantero, Tivoli 1937. Estratto da "L'ordine corporativo", 12 pp.